# Ostertorsteinweg

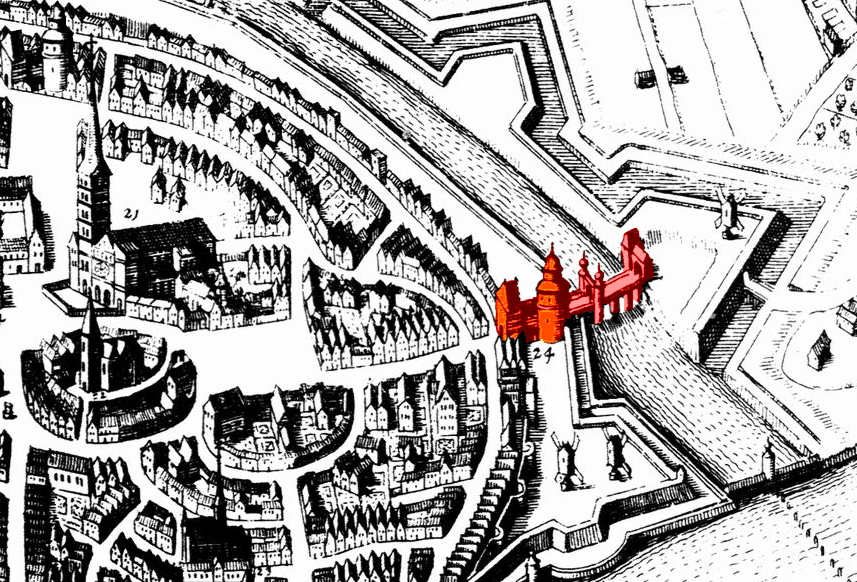
Das Osterthor 1638/47 (rot nachgefärbt), Merian-Stich

Der Ostertorsteinweg ist eine historische Straße in  Bremen, Stadtteil Mitte, Ortsteil Ostertor. Sie führt in West-Ost-Richtung vom Am Wall/Goetheplatz, bis zum Ortsteil Steintor mit der Straße Vor dem Steintor.
Der Ostertorsteinweg ist eine wichtige Einkaufsstraße mit vielen Läden und Spezialitätenhandlungen sowie mit Gaststätten und Kneipen. Einmal jährlich findet auf dem Ostertorsteinweg das Viertelfest statt.
Die Querstraßen und Anschlussstraßen wurden benannt u. a. als Am Wall, Contrescarpe, St. Pauli Passage (s. unten), Mozartstraße, Mittelstraße von 1853 nach der Lage, Sankt-Pauli-Straße von 1858 nach dem Kloster St. Paul, Poststraße von 1847 nach dem Notar der Stadt Hermann Liborius Post (1803–1886), Hohenpfad nach dem höheren Dammweg, Ulrichsplatz nach dem  Schriftsteller, Karl Heinrich Ulrichs, Wulwesstraße (1721 Mühlenstraße), Blumenstraße von 1819, Weberstraße von 1854, Bauernstraße nach den Steinstraßenbauern, Schildstraße von 1874 nach einem Bauunternehmer, Am Dobben, Sielwall von 1861 nach dem dortigen Wesersiel und Vor dem Steintor (bis 1870 Steintorsteinweg); ansonsten siehe beim Link zu den Straßen.

## Geschichte

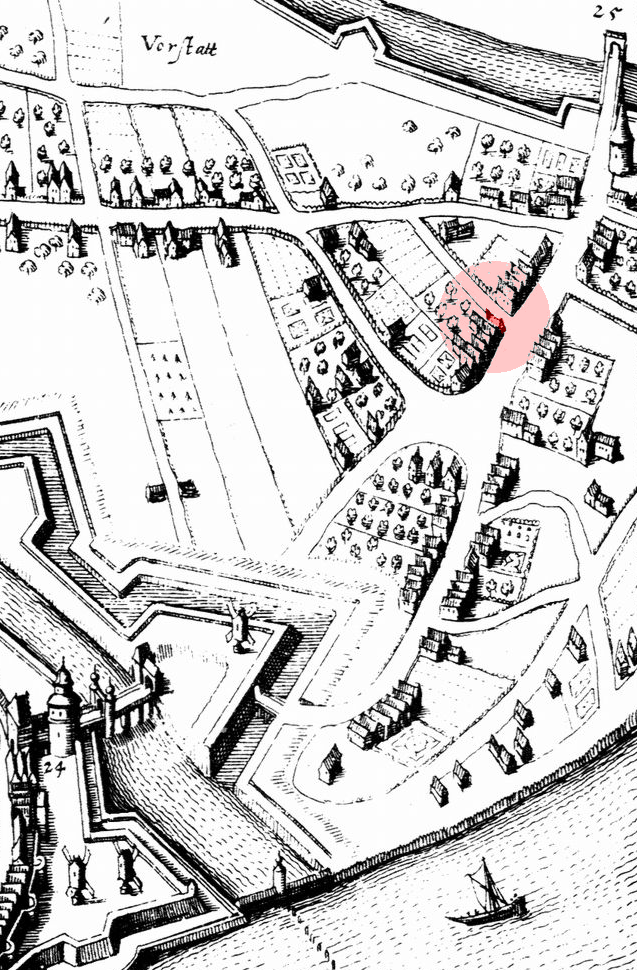
Ostertorsteinweg, 17. Jh. (Merian-Stich s. o.), rot das heute älteste Haus (Nr. 13)

### Name
Die Straße und der Ortsteil wurden nach dem Ostertor, dem früheren Ost(er)tor der Bremer Stadtmauer, benannt. Das Ostertor als valva orientalis civitatis nostre im Osten wurde 1238 erstmals erwähnt und 1512/14 zum Osterzwinger ausgebaut.

### Entwicklung

#### 11. bis 18. Jahrhundert
Im Mittelalter führte ein Handelsweg von der Domburg in Bremen auf den Dünen entlang der Weser in Richtung Verden. 1050 wurde auf einem der Dünenhügel das St.-Paul-Kloster der Benediktiner errichtet, an das heute die Namen Paulistraße und Am Paulskloster erinnern.
Mit dem Bau der Stadtmauer entstand auch das Ostertor – die valva orientalis civitatis nostre – dessen 1238 errichteter Torturm bis ins frühe 19. Jahrhundert stand und auch „die Glocke“ genannt wurde. Schon früh hatte sich um das Paulskloster eine Siedlung von Handwerkern und Händlern gebildet, „Vorstadt vor dem Ostertore, gebaut wie eine kleine Stadt mit hölzernen Häusern und auch einem Teil Steinhäuser“. Sie war zwar durch die Landwehr am Dobben mit dem Steintor geschützt, aber wegen der Lage im Vorfeld der Stadtmauer gab es Baubeschränkungen.

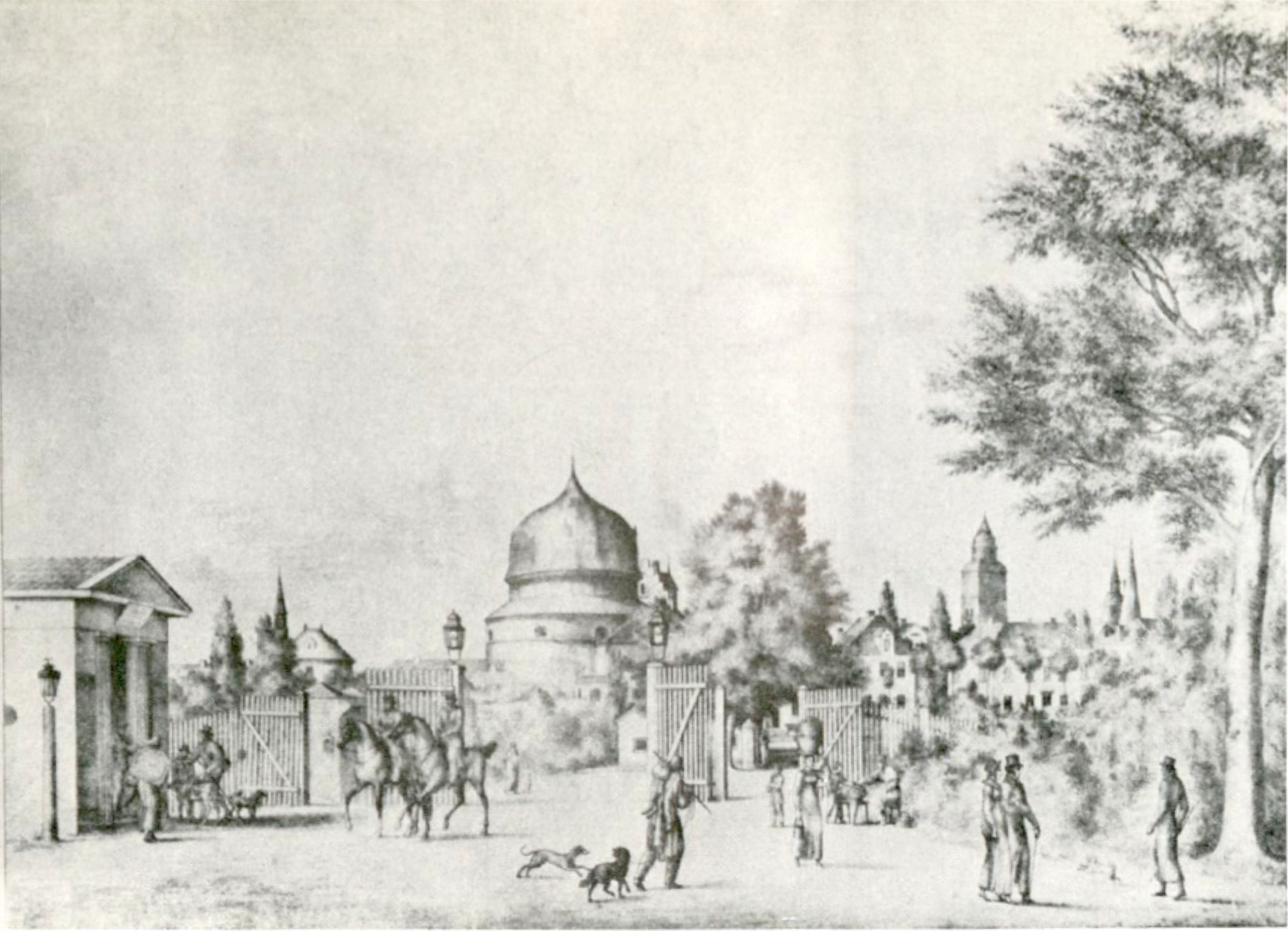
Ostertorsteinweg mit Wachhaus von 1802/04 und dem 1826 abgerissenen Ostertorzwinger

Mit der Anlage eines Walls vor der Mauer wurde vor dem alten Torturm 1512/14 der Osterzwinger errichtet. 1523 wurde das St.-Pauli-Kloster und hundert Jahre später der Hügel, auf dem es gestanden hatte, abgetragen, um etwaigen Angreifern keine Deckung zu bieten. Noch Anfang des 17. Jahrhunderts wurde die Vorstadt „St.-Pauli-Vorstadt“ genannt. Entsprechend der dreihundert Jahre älteren Beschreibung zeigen auch die Stadtpläne des 17. Jahrhunderts entlang des „Osterthors-Steinwegs“ Zeilen geschlossener Bebauung. Vor den Wall wurde im Verlauf des Dreißigjährigen Krieges noch die Ostertorbastion gesetzt.

#### 19. Jahrhundert

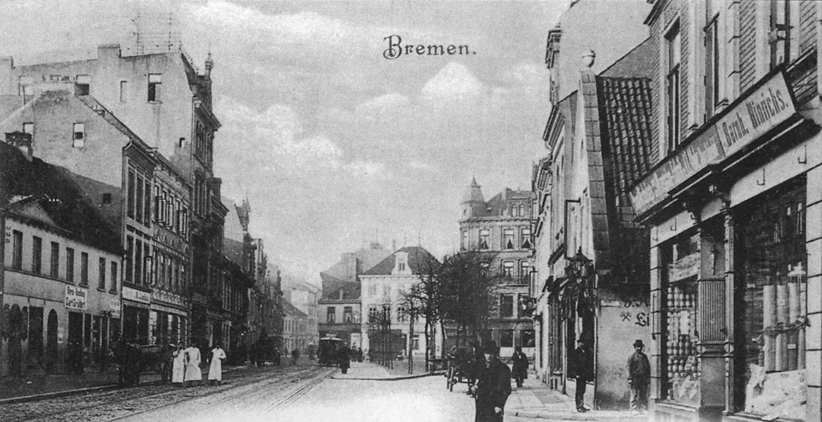
Der Ostertorsteinweg um 1900, Blick Richtung Ulrichsplatz.
Haus Nr. 13 (zweites von rechts) ist das älteste Gebäude des Stadtteils.

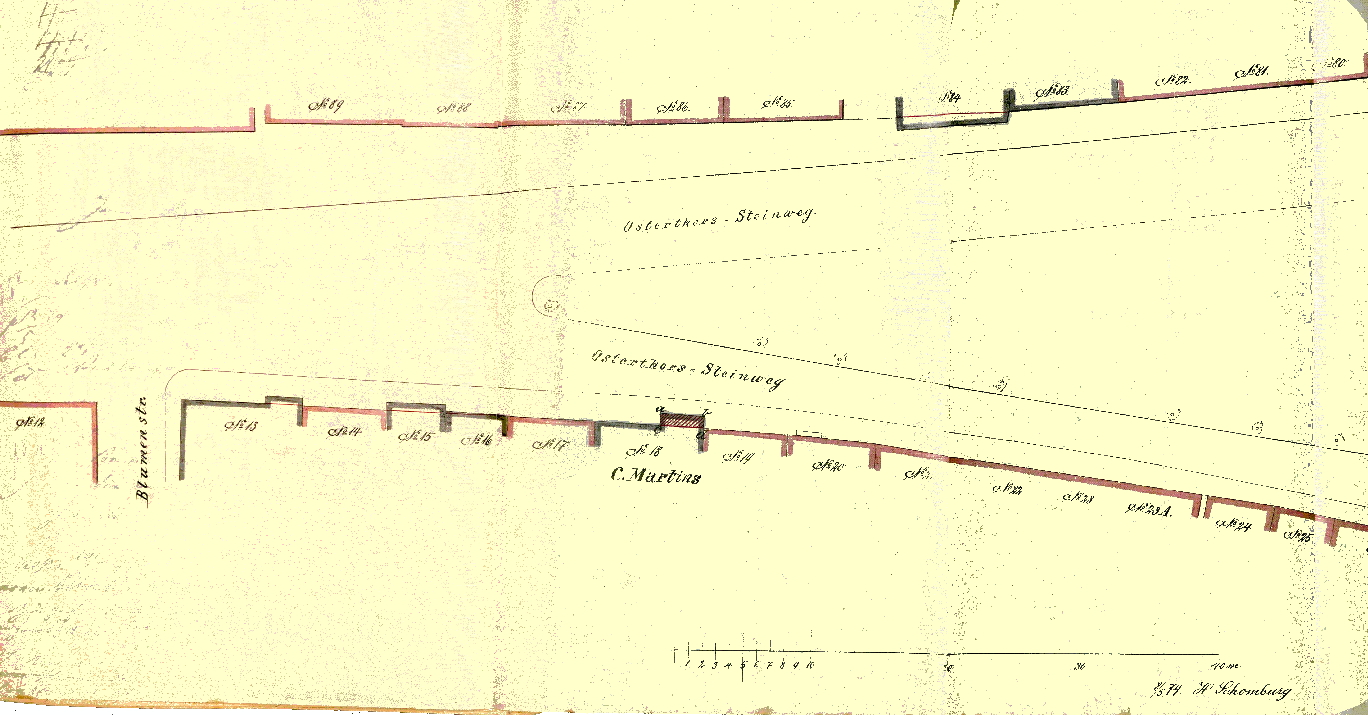
Baulinienplan 1879: Zwei der alten Häuser (grau) haben noch Utluchten

Seit 1802/04 wurden die Wallanlagen entfestigt und parkartig umgestaltet, der Straßenverlauf nach Einebnung der Bastion begradigt und ein kleines Wachhaus errichtet. Die beiden heute noch bestehenden repräsentativen Torgebäude wurden erst 1825 bis 1828 gebaut und dienen heute als Ausstellungsräume. 1826 wurde der Ostertorzwinger abgerissen, 1828 das Mauertor. Stadteinwärts der neuen Torgebäude wurde 1847 bis 1849 die Bremer Kunsthalle errichtet. 1848 entfiel die nächtliche Torsperre und die Erhebung der Akzise am Stadttor.
In den Folgejahren wurden die ein- bis zweigeschossigen Giebelhäuser der alten Vorstadtbebauung eines nach dem anderen durch Traufenäuser im Stil des Historismus ersetzt. Im Gegensatz zu anderen Bremer Häusern hatten sie Ladengeschäfte, wodurch das sonst typische Souterrain entfiel. Nur das Haus Nr. 13 blieb erhalten.

#### 20. und 21. Jahrhundert

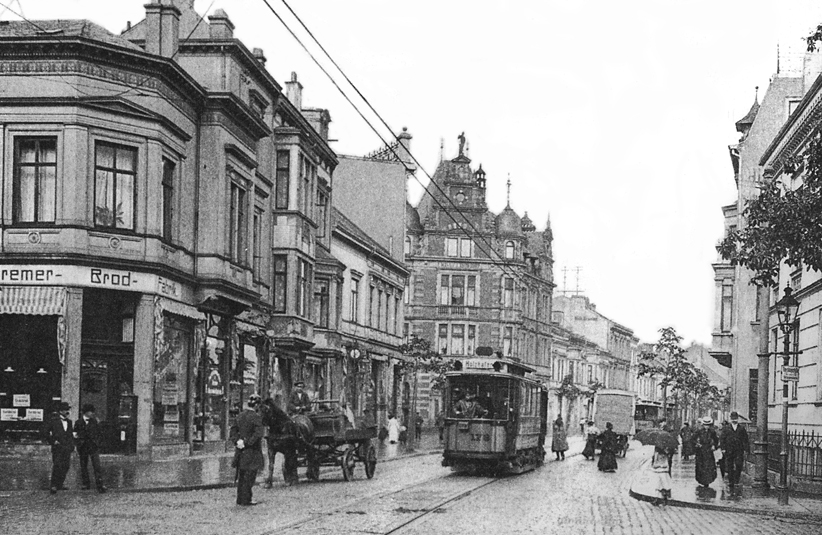
Vor dem Steintor um 1900 – die Fortsetzung des Ostertorsteinwegs jenseits der Sielwallkreuzung

An der Grenze zwischen Wallanlagen und Geschäftsstraße wurde das Theater am Goetheplatz errichtet und 1913 eröffnet.
Im Zweiten Weltkrieg blieb die Straße von Zerstörungen verschont. Die nicht sanierten Gebäude führten zu einem Strukturwandel in der Bevölkerung des Ortsteils; ärmere Bevölkerungsschichten zogen zu.
Um die Innenstadt von Bremen verkehrlich zu entlasten, sollte nach den Verkehrsplänen ein „Tangentenviereck“ um die City gebaut werden. Die Straßentangenten im Westen und im Norden vorbei am Bahnhof waren erstellt. Im Osten sollte ein Straßenzug vom Rembertiring in Höhe der Mozartstraße den Ostertorsteinweg und dann die Weser in Brückenlage kreuzen. Diese in den 1960er Jahren projektierte Mozarttrasse wurde auch auf Druck der Bevölkerung Anfang der 1970er Jahre aufgegeben. Stattdessen wurde der Ortsteil als erstes bremisches Gebiet in das Förderprogramm der Städtebauförderung aufgenommen und zwischen 1973 und 1990 gründlich saniert.
Durch die nahe Lage zum historischen Stadtkern und durch die Stadterneuerung veränderte sich die soziale Bevölkerungsstruktur. Gut verdienende Angestellte, viele Akademiker, aber auch Studierende und Bürger mit einem eher alternativen Lebensstil zogen zu und es entwickelte sich eine Straße mit älteren Häusern und jungen Bürgern.
Schon ab den 1960er Jahren war der Bereich der Sielwallkreuzung am Ende des Ostertorsteinweges ein lokales Zentrum mit dem Szene- und Jazzlokal Lila Eule, dem Programmkino Cinema Ostertor, aber auch mit einer Drogenszene und manchmal auch überbordenden Krawallen.
Bei der bisher letzten Sanierung der Fahrbahn des Ostertorsteinwegs 2007 wurde von der Sielwallkreuzung bis zur Haltestelle Goetheplatz stadteinwärts rechts der Straßenbahnschienen Kleinpflaster eingesetzt, um das Radfahren zu erleichtern.

### Verkehr
1879 wurde eine Pferdebahnlinie von Hastedt nach Walle durch den Ostertorsteinweg
eröffnet und um 1900 elektrifiziert. 1881 kam die Ringbahn hinzu. 1908 erfolgte die Einführung von Liniennummern von 1 bis 8.
Die Straßenbahn Bremen durchquert heute mit den Linien 2 (Gröpelingen – Sebaldsbrück) und 3 (Gröpelingen – Weserwehr) die Straße.

## Bauwerke und Anlagen

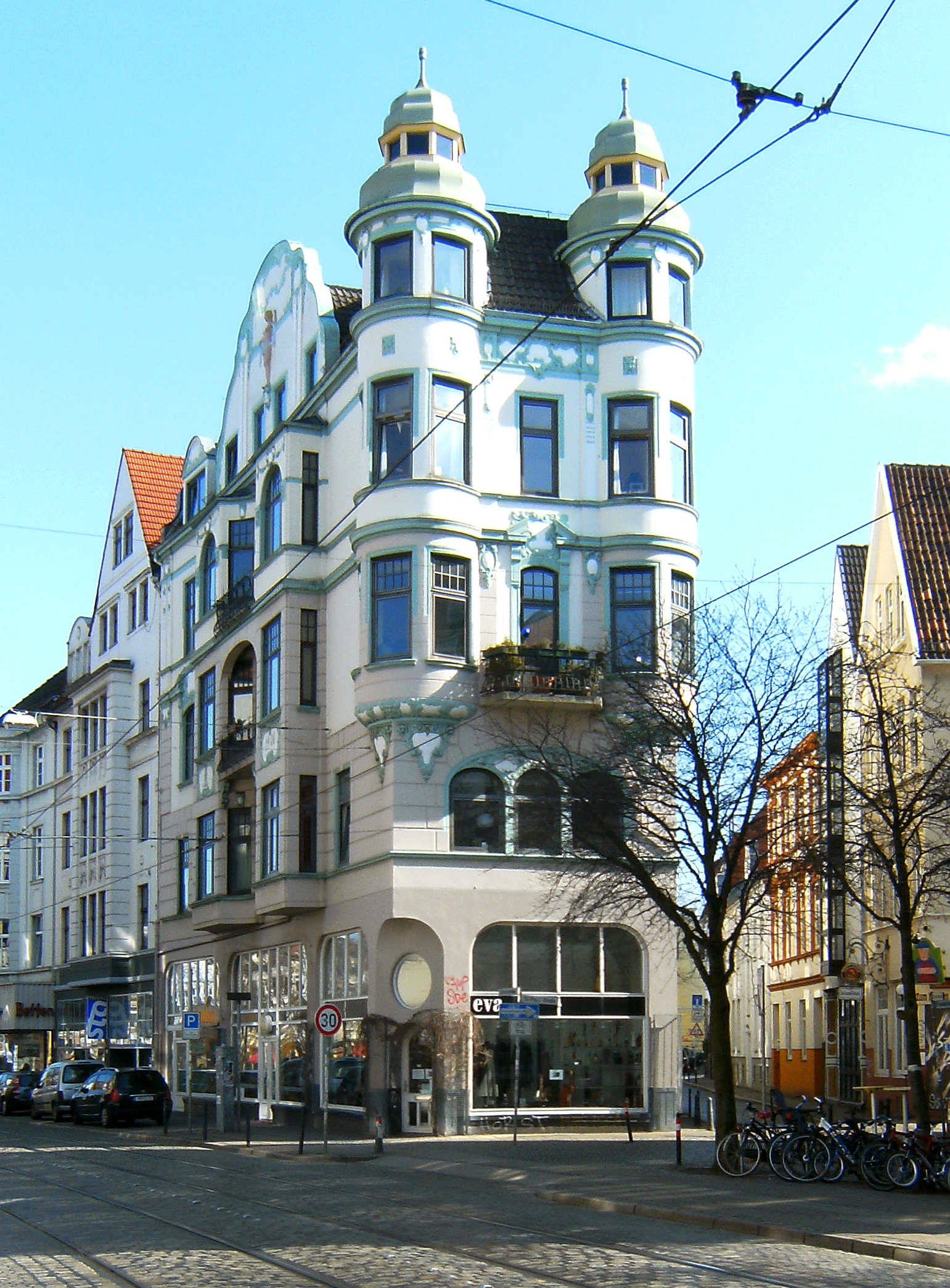
Ostertorsteinweg 68

Die Straße wird durch drei- bis eine sechsgeschossige Bebauung geprägt.
Das Landesamt für Denkmalpflege Bremen schrieb dazu: „Die Geschäftsstraße Ostertorsteinweg hat sich, von wenigen Störungen abgesehen, bis heute so erhalten, wie sie sich bis zum 1. Weltkrieg entwickelt hatte... ein heterogenes, aber auch reizvolles Bild einer Geschäftsstraße.“
Gebäude unter Denkmalschutz:
- Nr. 1/2: 4-gesch. neoklassizistisches Geschäftshaus Beye und Fahl von um 1910 nach Plänen von Werner Heyberger; siehe Denkmaldatenbank des LfD
- Nr. 6: 3-gesch. Wohn- und Geschäftshaus des Feinkostgeschäfts Wilh. Holtorf von um 1910 im Reformstil; siehe Denkmaldatenbank des LfD
- Nr. 68/69, Ecke St.-Pauli-Straße: 4-gesch. Wohnhaus Ostertorsteinweg 68 von 1905 im Reform- und JugendstilDenkmaldatenbank des LfD
- Wohnhäuser Ostertorsteinweg 73/75
  - Nr. 73: 3-gesch. historisierendes Wohn- und Geschäftshaus im Stil der Neorenaissance von um 1890Denkmaldatenbank des LfD 
  - Nr. 74/75: 3-gesch. historisierendes (Neorenaissance) Wohn- und Geschäftshaus Dunkel von 1871Denkmaldatenbank des LfD
- Wohnhäuser Ostertorsteinweg 86 bis 90Denkmaldatenbank des LfD 
  - Nr. 86: 4-gesch. historisierendes Wohn- und Geschäftshaus von um 1880
  - Nr. 87: 4-gesch. historisierendes Wohn- und Geschäftshaus Georg Ahlers von 1904/05 nach Plänen von Hans Lassen
  - Nr. 88/89: 4-gesch. Wohn- und Geschäftshaus von 1904/05 nach Plänen von Hans Lassen im Reformstil
  - Nr. 90/90a: 4-gesch. Wohn- und Geschäftshaus von um 1905 im Reformstil
- Nr. 100 bis 107: 2- bis zumeist 3-gesch. historisierende Wohn- und Geschäftshäuser als Wohnhausgruppe Ostertorsteinweg 100 bis 107 und als Einzelgebäude von um 1860 1870 und 1890

Weitere Gebäude
- Nr. 13: Das älteste eingeschossige Haus der Straße und des Stadtteils steht nicht – da Fassade überformt – unter Denkmalschutz; heute Haushaltswarengeschäft
- Nr. 50, Eckhaus zur Contrescarpe: 4-gesch. Geschäftshaus Puls-Eck von 1955 nach Plänen von Martin Zill

Denkmäler und Brunnen
- Bronzeplastik Ottilie Hoffmann von 1987 vom Bildhauer Jürgen Cominotto an der Ecke Wulwesstraße
- Pferdebrunnen I von 1900 von Gerhard Lange an der Ecke Contrescarpe und Goetheplatz

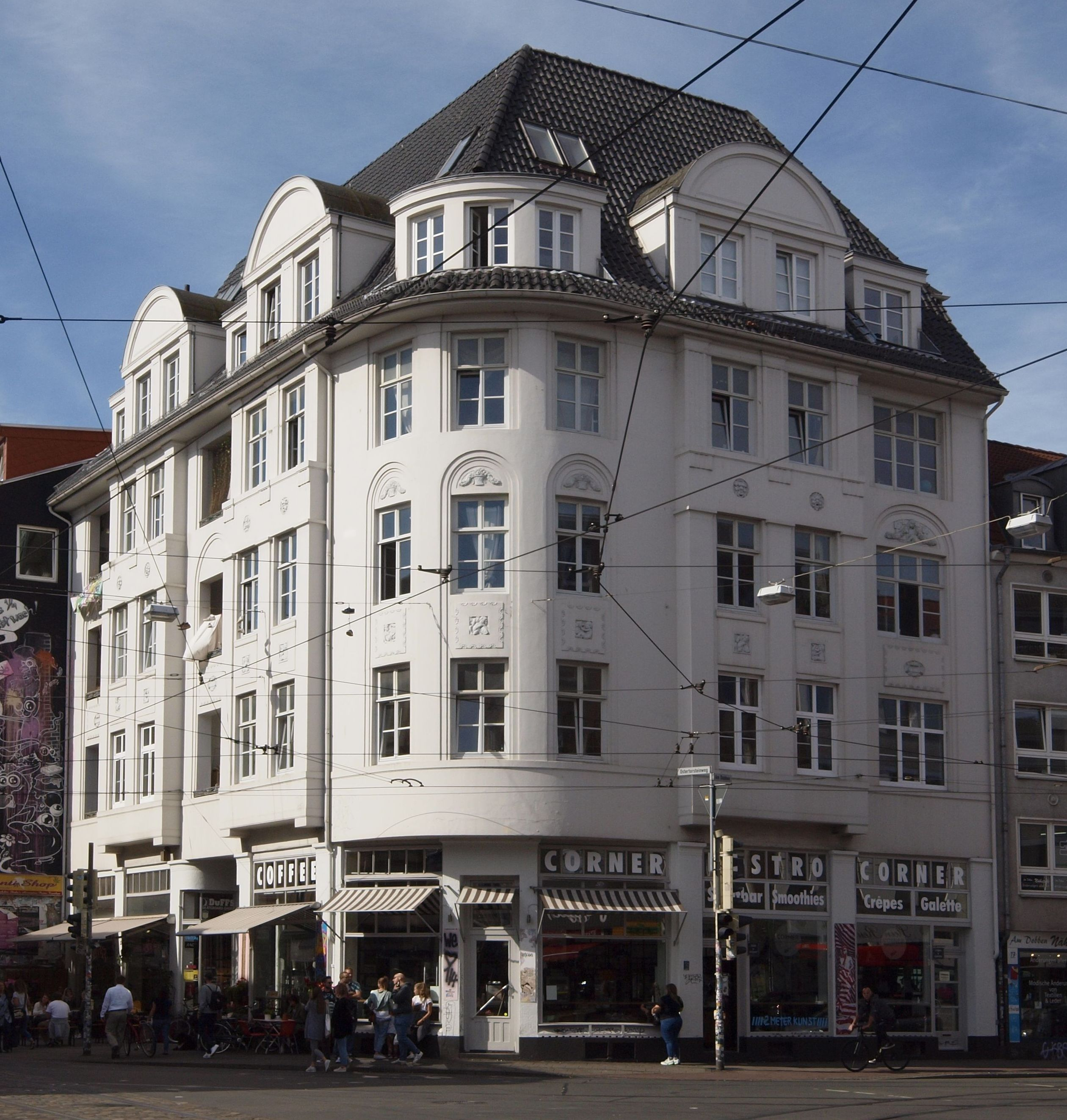
Ostertorsteinweg 1/2
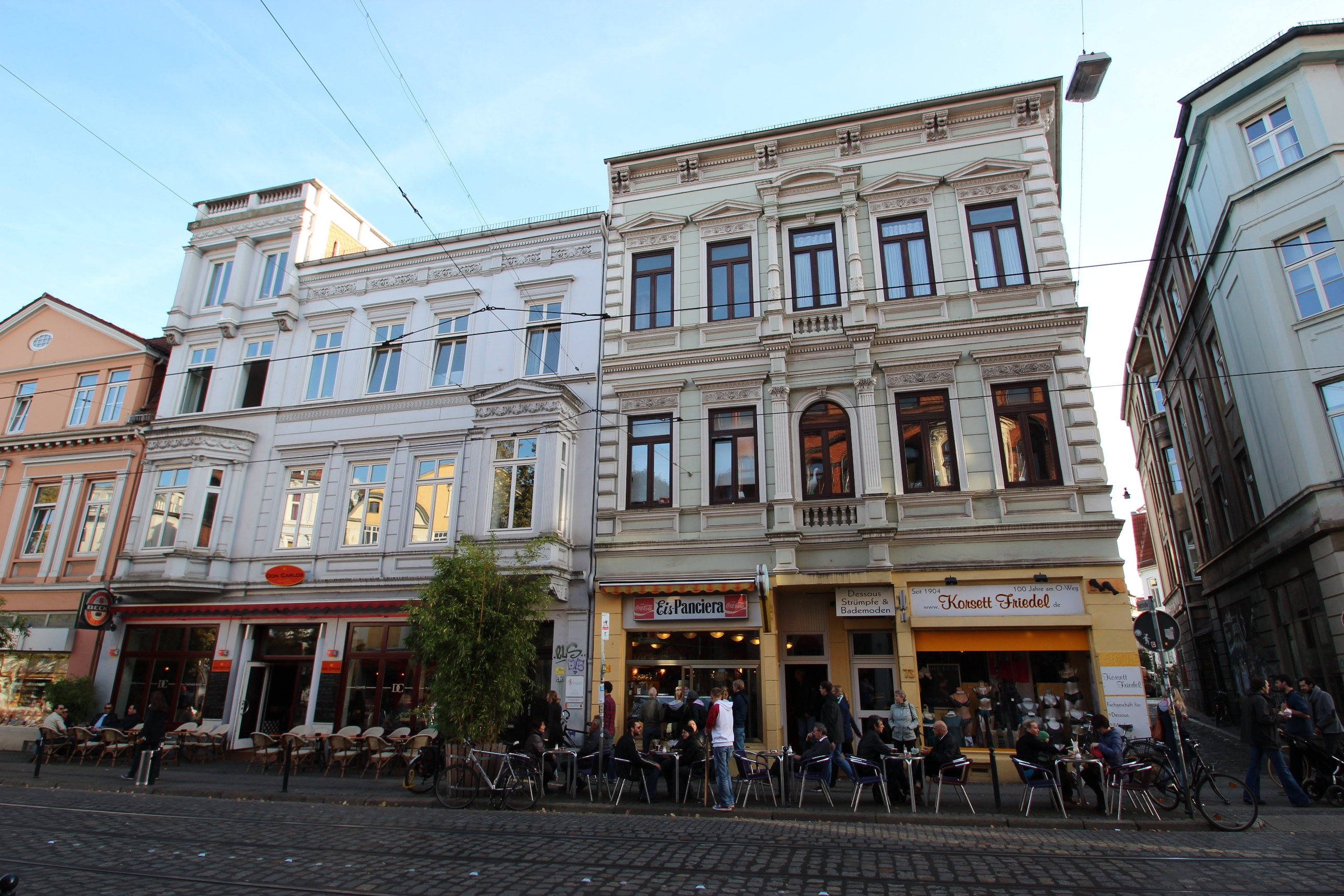
Ostertorsteinweg 73–75
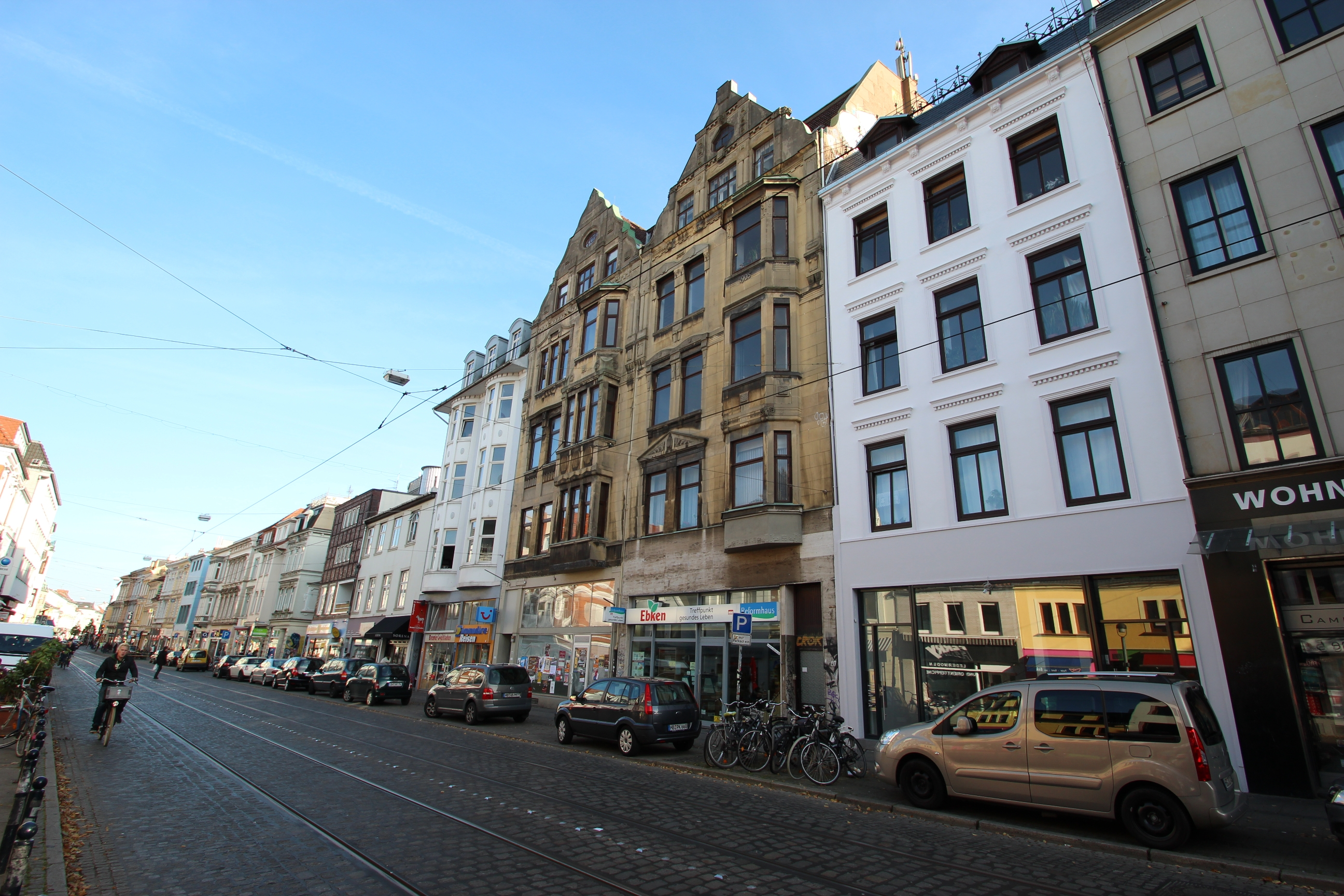
Ostertorsteinweg 86–90A
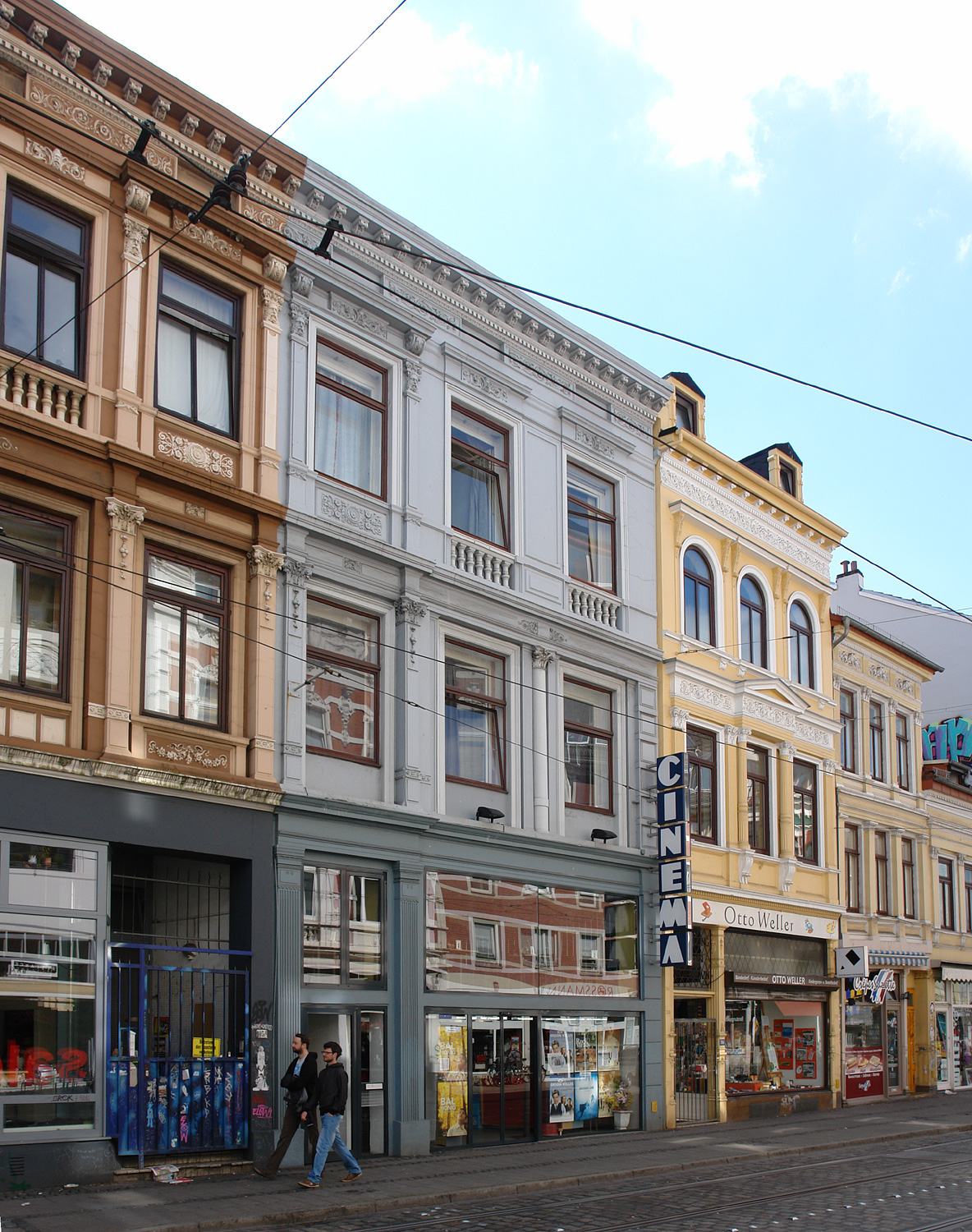
Wohnhausgruppe Ostertorsteinweg 100 bis 107